# Protosilvanus lateritius
Protosilvanus lateritius is een keversoort uit de familie spitshalskevers (Silvanidae). De wetenschappelijke naam van de soort werd in 1879 gepubliceerd door Edmund Reitter.